# Gleb Podgorodinski
Gleb Valerievitch Podgorodinski (Глеб Валерьевич Подгородинский), né le 3 avril 1972 à Moscou, est un acteur russe de théâtre et de cinéma. Il a été nommé artiste honoré de la fédération de Russie en 2005 et a reçu le prix d'État de la fédération de Russie en 2003.

## Biographie
Gleb Podgorodinski est né en 1972 à Moscou dans la famille de Valeri Vassilievitch Podgorodinki, historien du théâtre. Il monte sur scène dès son enfance au Théâtre du Jeune Moscovite du palais des Pionniers des Monts Lénine à Moscou. Il entre à l'École d'art dramatique Chtchepkine du Théâtre Maly en 1989 aux cours de Vladimir Safronov. Il est diplômé en 1993 et est engagé à la troupe du Théâtre Maly.
Le 17 mars 2008, Gleb Podgorodinski est pris au Conseil de la culture et de l'art auprès de la présidence de la fédération de Russie.
Outre le théâtre classique, il joue régulièrement dans des feuilletons télévisés policiers. Son fils, Egor (né en 1999), est également acteur.

## Carrière

### Théâtre

#### Théâtre Maly
- 1994: La Mère coupable, ou l'Autre Tartuffe de Beaumarchais. Mise en scène: Boris Morozov: Léon
- 1995: Le Tsar Boris d'Alexeï Tolstoï. Mise en scène de Vladimir Beïlis: le tsarévitch Fiodor
- 1995: Le Tsar Ivan le Terrible d'Alexis Tolstoï. Mise en scène de Vladimir Dragounov: Fiodor Ioannovitch
- 1996: La Reine des neiges d'Evgueni Schwarz. Mise en scène de Vitali Ivanov: Kaï
- 1996: Les Monstres de Maxime Gorki. Mise en scène d'Alexandre Korchounov: Vassia Touritsyne
- 1998: Le Pain du labeur d'Alexandre Ostrovski. Mise en scène d'Alexandre Korchounov: Pavel Grountsov
- 1998: Le Roi Gustave Vasa de Strindberg: Mise en scène d'A. Nordstriöm: Jakob Israël
- 1999: Le Conte du tsar Saltan d'Alexandre Pouchkine. Mise en scène de Vitali Ivanov: le chat savant
- 2000: Le Malheur d'avoir trop d'esprit de Griboïedov. Mise en scène de V. Konstantinov: Tchatski
- 2002: La Corse de Goubatch. Mise en scène de V. Konstantinov: Poppelton
- 2002: La Vérité est bonne, mais le bonheur est meilleur d'Ostrovski. Mise en scène de Sergueï Jenovatch: Platon Zybkine[4]
- 2004: Mariage, mariage, mariage!. Mise en scène de Vitali Ivanov: Lomov
- 2004: Les Trois sœurs d'Anton Tchekhov. Mise en scène de Youri Solomine: Touzenbach
- 2005: Le Malade imaginaire de Molière. Mise en scène de Sergueï Jenovatch: Cléanthe
- 2007: Dimitri Samozvanets et Basile Chouïski d'Ostrovski. Mise en scène: Vladimir Dragounov: Dimitri Samozvanets
- 2008: Les Enfants du soleil de Maxime Gorki. Mise en scène d'Adolf Chapiro: Dmitri Sergueïevitch Vaguine
- 2012: les Enfants de Vaniouchine de Sergueï Naïdenov. Mise en scène de V. Ivanov: Pavel Sergueïevitch Chtchiotkine
- 2013: Le Village de Stepantchikovo et ses habitants de Dostoïevski. Mise en scène A. Iakovlev: Ivan Mizintchikov
- 2013: L'École des contribuables de Louis Verneuil. Mise en scène de Vadimir Beïlis: Giroux
- 2013: La Dernière idole de Zviaguintsev. Mise en scène de Vladimir Dragounov: Victor
- 2015: Le Cœur n'est pas une pierre d'Ostrovski. Mise en scène de Vladimir Dragounov: Constantin Karkounov
- 2016: Chaque jour n'est pas dimanche d'Ostrovski. Mise en scène de V. Ivanov: Hippolyte
- 2017: Le Roi Lear de Shakespeare. Mise en scène d'A. Iakovlev: le fou du roi
- 2017: Don, mécènes et adorateurs d'Ostrovski. Mise en scène de Vladimir Dragounov: Doulebov
- 2018: Tartuffe de Molière. Mise en scène de Vladimir Dragounov: Tartuffe
- 2019: Les Joueurs de Gogol. Mise en scène de Vladimir Dragounov: Outechitelni

#### Théâtre «Centre de dramaturgie et de mise en scène» Alexeï Kazantsev et Mikhaïl Rochtchine
- 2002: La Mort de Tarelkine d'Alexandre Soukhovo-Kobyline. Mise en scène d'Alexeï Kazantsev: Candide Tarelkine, Sila Kopylov[5]

### Filmographie
- 1999: Maman: Nikita
- 2000: Les Monstres de Gorki (pièce télévisée)
- 2002: Les Rôles principaux
- 2003: Le Retour de Moukhtar (série télévisée): Edouard
- 2005: L'Agent amoureux. Ne perdez pas espoir, maestro!
- 2005: La Vérité est bonne, mais le bonheur est meilleur (d'Ostrovski): Platon Zybkine
- 2006: Le Chauffeur de taxi
- 2009: La Partie de bridge
- 2010: Les Avocates: Vladimir Vitrouk
- 2010: Phénomène naturel
- 2010: L'Important (L'Accusé): Makarov
- 2011: La Maison: Igor
- 2011: La Méthode de Lavrova (série policière télévisée): Iouri Demidov, employé du musée
- 2011: Les Camarades policiers: Semion Morokine, chef d'entreprise
- 2012: La Méthode de Freud (série policière télévisée): Karakach
- 2012: Les Montagnes rouges (série télévisée): Dziga Vertov
- 2013: Maman détective (12e série): Lykov
- 2013: Trouver un mari dans une grande ville: Andreï
- 2014: Adieu, ma chérie!: Anton, mari de Danouta'
- 2014: Karpov 3e saison (série policière télévisée): Image maker
- 2014: Le Patrimoine
- 2015: Consultation féminine (série télévisée)
- 2015: Méthode (série policière télévisée): Grigoriev, major de la police
- 2015: La Ville (série télévisée): Makar Ivanovitch Anokhine, enquêteur de Iaroslavl
- 2016: Le Limier (série policière télévisée): Ivan Andreïevitch, psychiatre
- 2016: Le Jeu. Revanche (série télévisée): Vadim Chourine, chef de l'établissement pénitentiaire
- 2017: Le Raid (série policière télévisée): le colonel de police Sotnikov
- 2017: Les Endormis (série télévisée d'espionnage): Piotr Asmolov, journaliste d'opposition
- 2018: La Hache: le capitaine Boïko
- 2019: Tchernov (série télévisée): Iaroslav Popov, réalisateur